# Валенса (Баия)
Валенса (порт. Valença) — муниципалитет в Бразилии, входит в штат Баия. Составная часть мезорегиона Юг штата Баия. Входит в экономико-статистический микрорегион Валенса. Население составляет 85 224 человека на 2006 год. Занимает площадь 1190,381 км². Плотность населения — 71,6 чел./км².
Праздник города — 10 ноября.

## Статистика
- Валовой внутренний продукт на 2003 год составляет 233 434 176,00 реалов (данные: Бразильский институт географии и статистики).
- Валовой внутренний продукт на душу населения на 2003 год составляет 2857,91 реалов (данные: Бразильский институт географии и статистики).
- Индекс развития человеческого потенциала на 2000 год составляет 0,672 (данные: Программа развития ООН).

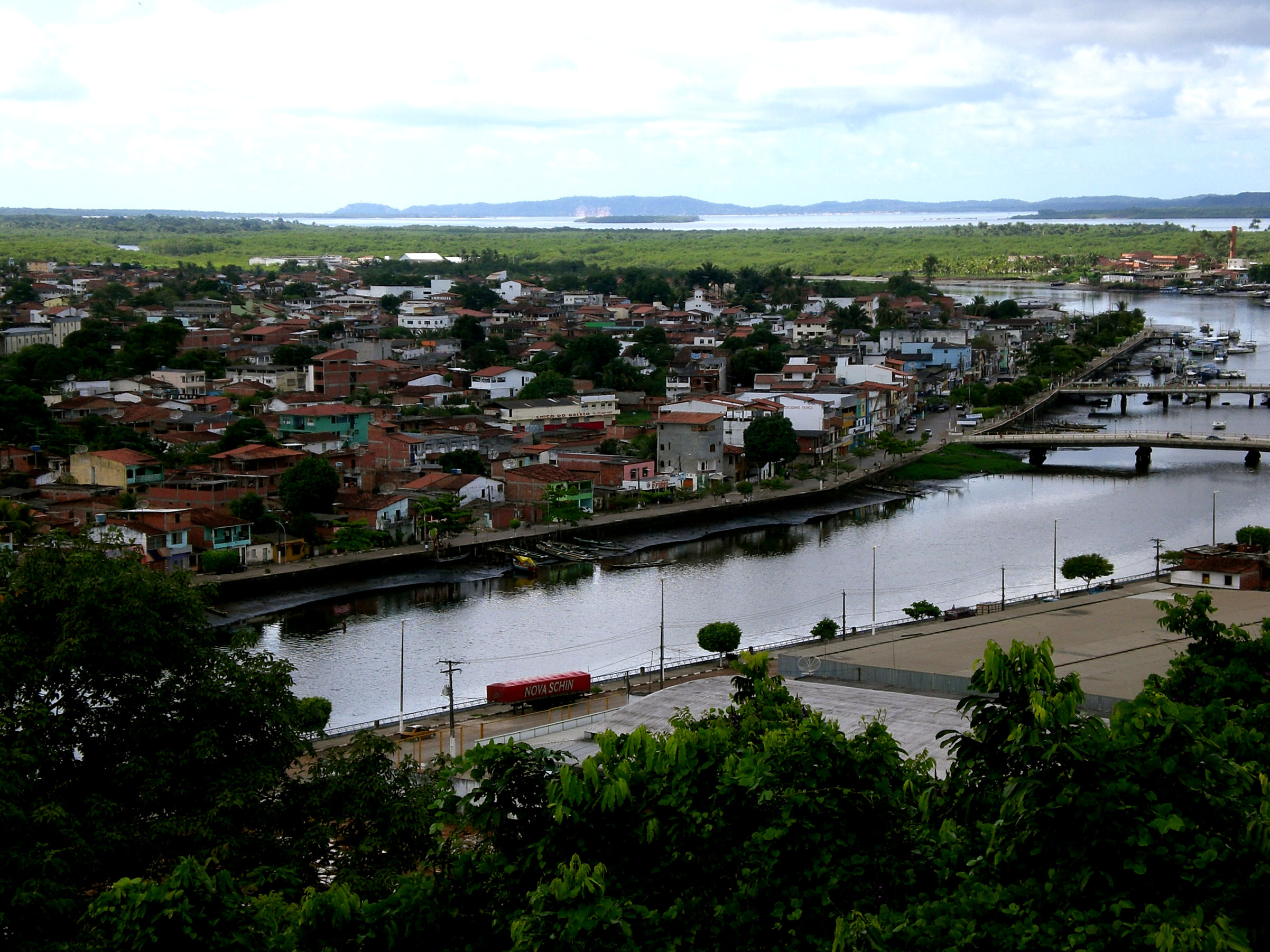
Собор